# Sakari Manninen
Sakari Manninen (* 10. února 1992, Oulu) je finský lední hokejista, útočník hrající ve středu i na křídle. V současnosti působí v klubu Servette Ženeva, ve švýcarské nejvyšší soutěži. S finskou reprezentací získal tři velké zlaté medaile: na mistrovstvích světa 2019 a 2022 a na olympijském turnaji v Pekingu roku 2022. Na MS 2022 i OH 2022 byl vybrán do all-stars týmu turnaje. Zúčastnil se též MS 2018 (5. místo), MS 2023 (7. místo) a olympijských her v Pchjongčchangu 2018 (6. místo). Finskou nejvyšší soutěž hrál za kluby Kärpät Oulu, KalPa, Hämeenlinnan Pallokerho. S Oulu se v roce 2015 stal mistrem Finska. Jednu sezónu strávil ve švédské lize v dresu Örebro HK, čtyři sezóny pak hrál v KHL za Jokerit Helsinky a Salavat Julajev Ufa. Po ruské invazi na Ukrajinu v roce 2022 Rusko opustil a odešel hrát AHL za Henderson Silver Knights. V roce 2023 šel do Švýcarska.